# Lucius Robinson
Lucius Robinson (4. november 1810 i Windham, New York – 23 marts 1891 i Elmira, New York) var en amerikansk demokratisk politiker.
Han indledede i 1832 sin karriere som advokat. Han var i 1860 medlem af New York State Assembly, underhuset i delstatens lovgivningsmæssige forsamling. Han var guvernør i New York 1877-1879.
Robinsons grav findes på Woodlawn Cemetery i Elmira.

## Eksterne links
- Lucius Robinson – Find A Grave Memorial